# Lutjanus apodus
Espèce
Lutjanus apodus est une espèce de poissons de la famille des Lutjanidae.